# Bistum Karwar
Das Bistum Karwar (lat.: Dioecesis Karvarensis) ist eine in Indien gelegene römisch-katholische Diözese mit Sitz in Karwar.

## Geschichte
Das Bistum Karwar wurde am 24. Januar 1976 durch Papst Paul VI. aus Gebietsabtretungen des Bistums Belgaum errichtet und dem Erzbistum Bangalore als Suffraganbistum unterstellt. 

## Bischöfe von Karwar
- William Leonard D’Mello, 1976–2007
- Derek Fernandes, 2007–2019
- Duming Dias, seit 2024